# Birkir Bjarnason
Birkir Bjarnason (ur. 27 maja 1988 w Akureyri) – islandzki piłkarz, występujący najczęściej na pozycji ofensywnego pomocnika we włoskim klubie Brescia Calcio oraz w reprezentacji Islandii. Uczestnik Mistrzostw Świata 2018 oraz Mistrzostw Europy 2016.

## Kariera klubowa
Birkir piłkarską karierę rozpoczynał jako junior w Figgjo, a następnie trenował w Austríýtt, Akureyrar i Þór Akureyri.
Profesjonalną karierę rozpoczął w lipcu 2005 roku kiedy podpisał swój pierwszy zawodowy kontrakt z Vikingiem. W debiutanckim sezonie zagrał w 16 meczach i strzelił jedną bramkę. W następnym sezonie zagrał tylko 6 meczów i nie strzelił gola. W styczniu 2008 roku został wypożyczony na rok do FK Bodø/Glimt. Tam rozegrał pełny sezon. Po powrocie z wypożyczenia stał się czołową postacią Vikinga i zagrał we wszystkich 30 meczach sezonu, w których strzelił 7 goli. Na koniec 2009 roku został wybrany najlepszym piłkarzem sezonu w swoim klubie. W Vikingu pozostał aż do końca sezonu 2011.
12 stycznia 2012 roku ogłoszono jego transfer do belgijskiego zespołu Standard Liège. Islandczyk podpisał 5-letnią umowę. W sezonie 2011/2012 wystąpił w 16 meczach ligowych Standardu po czym latem 2012 roku odszedł na wypożyczenie do Delfino Pescara 1936. W umowie zawarto klauzulę umożliwiającą beniaminkowi Serie A wykupić Bjarnassona po zakończeniu sezonu za kwotę 900 tysięcy Euro.
Pescara nie zdołała się utrzymać w Serie A, a Bjarnasson stwierdził w jednym z wywiadów, że nie ma zamiaru występować w Serie B. Ostatecznie Pescara skorzystała z opcji wykupu Islandczyka w nadziei na sprzedanie go za większe pieniądze, a sam zawodnik podpisał dwuletnią umowę z włoskim klubem. 2 września 2013 roku Sampdoria odkupiła połowę praw do islandzkiego zawodnika, dzięki czemu stał się ich zawodnikiem w sezonie 2013/2014.
Po zakończeniu sezonu kluby ustaliły, że w kolejnym sezonie zawodnik będzie występował w Pescarze i ma pomóc drużynie awansować do Serie A. Pescara zajęła 7. miejsce w lidze, dzięki czemu brała udział w barażach o awans. Bjarnasson zdobył decydującą bramkę w meczu przeciwko Vicenza Calcio, która dała awans do finału baraży. W finale zespół Pescary przegrał awans z Bologną, przez mniejszą liczbę bramek zdobytych na wyjeździe. 
7 lipca 2015 roku szwajcarski klub FC Basel zapłacił za Islandczyka milion Euro i pozyskał zawodnika. 25 lipca zawodnik zadebiutował w lidze w meczu przeciwko Grasshoppers Zurych, a 5 sierpnia 2015 roku zdobył pierwszą bramkę dla klubu w meczu III rundy kwalifikacyjnej do Ligi Mistrzów (2015/2016) przeciwko Lechowi Poznań. Pod wodzą trenera Ursa Fischera klub z Bazylei został mistrzem kraju. 
25 stycznia 2017 roku Bjarnasson został piłkarzem Aston Villa. W Anglii występował przez 2,5 roku w 2018 roku kwalifikując się z nim do baraży o Premier League, w którym Aston Villa uległa Fulham F.C. 17 października 2019 roku katarski klub Al-Arabi SC ogłosił pozyskanie reprezentanta Islandii. W Katarze grał niewiele i w związku z tym po zaledwie 3 miesiącach wrócił do Europy by zostać piłkarzem Brescia Calcio.

## Kariera reprezentacyjna

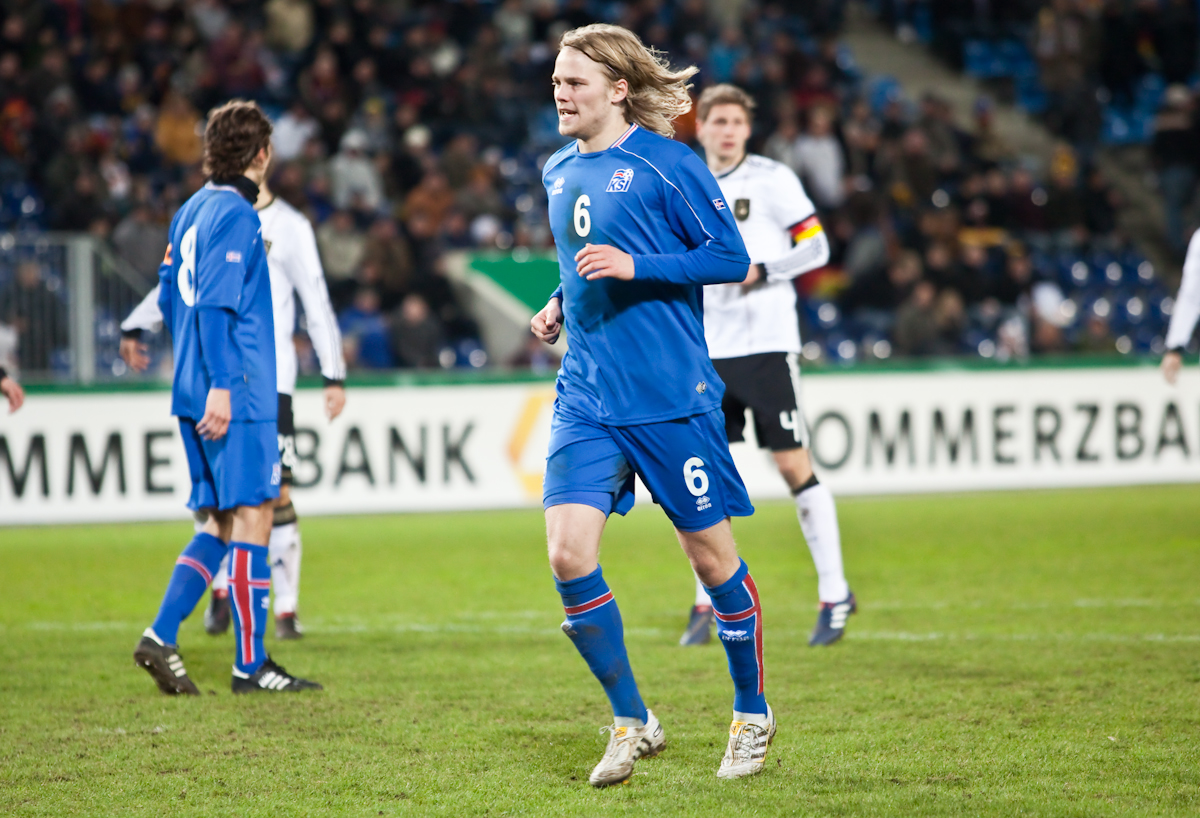
Bjarnason w barwach reprezentacji Islandii U-21

Birkir w reprezentacji Islandii zadebiutował 29 maja 2010 w wygranym 4:0 meczu. Grał w drużynach juniorskich swojego kraju. 14 czerwca 2016 podczas mistrzostw Europy w meczu z Portugalią strzelił pierwszego gola w historii reprezentacji Islandii na Mistrzostwach Europy. W 2018 roku znalazł się w kadrze Islandii na Mistrzostwa Świata w Piłce Nożnej 2018.